# Wibroakustyka
Wibroakustyka – dziedzina wiedzy zajmująca się wszelkimi procesami drganiowymi i akustycznymi zachodzącymi w przyrodzie, technice, maszynach, urządzeniach, środkach transportu i komunikacji, a więc w szeroko pojętym środowisku w tym także w organizmach żywych.
Głównymi twórcami wibroakustyki są polscy naukowcy, głównie z Akademii Górniczo-Hutniczej, którzy jako jedni z pierwszych zaczęli zajmować się tą dziedziną wiedzy. Pionierami tej dziedziny są Zbigniew Engel (który sformułował definicję, cele i zadania wibroakustyki) i Czesław Cempel